# Туалет был заперт изнутри
«Туалет был заперт изнутри» (фр. Les vécés étaient fermés de l'intérieur) — криминальная комедия, снятая французским режиссёром Патрисом Леконтом по сценарию написанному в сотрудничестве с Марселем Готлибом в 1976 году.

## Сюжет
Тон этой фантасмагорической комедии задаёт эпиграф, использованный авторами в начальных титрах: «В полицейском расследовании, когда убийца ещё и жертва, а с другой стороны, комиссар и убийца — одно и то же лицо, жертва часто становится убийцей комиссара, жертвой псевдожертвы, и нельзя сказать, что это облегчает положение. Лучше всего, когда убийца — это убийца».
Расследованием загадочного убийства автобусного кондуктора Гаспара Газюля занимаются комиссар Пикар и инспектор Шарбонье. Путём невероятных по своей выдумке усилий сыщики узнали о существовании двух братьев-близнецов убитого — Бальтазара и Мельхиора (три брата носят имена волхвов, принесших дары младенцу Иисусу), один из них долгие годы находился на излечении в психиатрической клинике, второй, из чувства зависти к успехам брата, совершил преступление, подложив бомбу в поясной ручной компостер, надетый Гаспаром перед уходом на службу.

## В ролях
- Колюш — Шарбонье
- Жан Рошфор — Пикар
- Ролан Дюбийяр — Газюль
- Даниэль Эвеню — Гвендолина
- Робер Берри — Рене
- Билли Бурбон — Жозеф
- Робер Дальбан — тренер
- Вирджини Виньон — Одетта
- Жан-Пьер Сентье — психиатр